# Carlos Bardavío Antón
Carlos Bardavío Antón és un advocat espanyol i escriptor, doctor en dret penal especialitzat en sectes. Doctorat en dret penal per la Universitat de Sevilla, és expert en psicologia jurídica, sectarisme criminal, assessor jurídic d'associacions de prevenció del sectarisme criminal, i també és professor de dret penal en la UNIR.

## Trajectòria
Va estudiar la llicenciatura en Dret en la Universitat de Saragossa entre el 1999 i el 2003, i va començar el doctorat en la Universitat de Sevilla en 2006. Bardavío és advocat i exerceix des de l'any 2007. Ha estat advocat penalista en el despatx Luis Romero i Associats a Madrid entre els anys 2011 i 2015. Va publicar la seva tesi doctoral el 2017 titulat Les sectes en Dret penal: Estudi dogmàtic dels delictes sectari, convertint-se en la primera tesi doctoral sobre la fenomenologia de les sectes en l'àmbit del Dret penal a Espanya.
Bardavío porta des de 2017 col·laborant amb institucions dedicades al fenomen sectari. Algunes d'aquestes són la Xarxa Iberoamericana d'Estudi de les Sectes (RIES) i la Xarxa de Prevenció Sectària i de l'Abús de Feblesa (RedUNE). També assessora directament en el seu despatx Bardavío Advocats, en Madrid, a víctimes relacionades amb els perjudicis que ocasionen algunes sectes. També és assessor jurídic i legal en l'Associació CEPAMA per al Suport a les Nenes i Dones Autistes, l'Associació SINTENO i l'Associació per a Protegir al Malalt de Teràpies Pseudocientíficas (APETP).
Entre els seus casos, Bardavío va realitzar en 2021 una denúncia legal contra IM Mastery Academy, amb un testimoniatge de més de 450 persones afectades. L'advocat va confirmar l'execució del procés, i s'enumeren algunes de les suposades faltes comeses per IM Master Academy, entre les quals destaquen la publicitat enganyosa, danys contra el dret dels treballadors, danys contra hisenda pública i la seguretat social. Bardavío també ha defensat a l'Associació de Víctimes de testimonis de Jehovà en 2022 i 2023, relacionant als testimonis de Jehovà amb pràctiques coercitives i de matís sectari, destacant que són “una comunitat tancada, que rebutja les relacions dels seus membres amb l'exterior”, que “tenen prohibit fins i tot llegir les notícies que es publiquen sobre ells”.

### Defensa de la demanda contra l'Associació Espanyola de víctimes dels testimonis de Jehovà
L'any 2022, la confessió religiosa dels testimonis de Jehovà a Espanya va presentar davant els tribunals diverses demandes contra l'associació i membres de l'Associació Espanyola de Víctimes dels testimonis de Jehovà, per vulneració del seu dret a l'honor. El judici va ser defensat per Bardavío, després de la revisió de més de 70 entrevistes per part de la jutgessa per a declarar la legitimitat al dret d'associació i de consideració de víctimes. Bardavío defèn que situacions com les viscudes dins dels Testimonis de Jehová poden arribar a considerar-se persuasió coercitiva, un tipus de delicte també ocasionat en la violència de gènere.

El total, de judicis van ser 3. Un cap a l'associació, un altre cap a Enrique Carmona, el secretari, i un últim cap a Israel Flores, el president. El judici contra l'associació va ser publicat el 12 de desembre de 2023, en el qual la jutgessa "desestima íntegrament la demanda interposada per la representació processal de la confessió religiosa dels Testimonis Cristians de Jehovà a Espanya contra l'Associació Espanyola de Víctimes de Testimonis de Jehovà". La jutgessa confirma que no ha existit vulneració del dret a l'honor, i condemna a la confessió religiosa al pagament de les costes processals. La sentència també explicita que:
El reconeixement de 'notori arrelament' a la confessió demandant no afebleix la veracitat de les declaracions de tots els ex fidels i de l'Associació que la denomina com a 'secta', atribució que fan nombrosos ex membres segons les seves pròpies experiències perquè està íntimament relacionada amb els comportaments criticats i que s'han descrit, i no existeix cap norma en el nostre ordenament jurídic que, una vegada reconeguda oficialment com a confessió religiosa, impedeixi criticar aquesta condició.

### Delicte de persuasió coercitiva
Bardavío representa a antics membres de sectes, i advoca per reformar la legislació i el dret penal perquè els casos de persuasió coercitiva dins de contextos sectaris puguin ser jutjats com a delictes. La tesi de Bardavío busca donar claredat sobre com abordar aquestes situacions des de l'àmbit penal, explorant la manipulació mental i la persuasió coercitiva que sovint es denuncien, i es qüestiona si és necessari establir una nova legislació específica per a enfrontar aquest fenomen. En l'estudi, es destaca un patró comú en la majoria de casos: la presència de "cert dèficit de socialització", que en alguns casos pot deure's a la llibertat individual, però també podria ser influenciat per tercers o fins i tot pel sistema social i les seves normes. Un aspecte distintiu de les sectes és la variada manera en la qual es poden atribuir responsabilitats pels delictes comesos. Això implica considerar també les accions realitzades sota coerció o engany, que generalment són denunciades pels adeptes, i que inclouen delictes com a homicidi induït, estafes, abusos sexuals i uns altres.
Bardavío subratlla en la seva recerca la falta d'atenció a la protecció d'un dret humà fonamental: el dret a desenvolupar una consciència informada. Això podria recolzar la creació d'un nou tipus de delicte, enfocat no sols en sectes criminals, sinó en qualsevol grup que limiti la llibertat d'acció de les persones en general. Un tret característic de les sectes és el seu ús de tàctiques de persuasió i en la creació de dèficits en la socialització. Aquestes s'assemblen en termes legals al delicte de coacció. La proposta de Bardavío radica en la implementació d'una legislació preventiva específica en el Codi Penal espanyol, una categoria que fins ara no està clarament definida en la legislació espanyola i que a penes existeix en l'àmbit internacional, que inclouria la categorització d'un delicte de persuasió coercitiva, amb l'objectiu de “criminalitzar aquelles conductes que, sense suposar un atemptat clar contra altres béns (per exemple contra la integritat psíquica, la vida o el patrimoni), anticipadament pugui prevenir i sancionar atacs contra la capacitat de llibertat de voluntat”. La seva proposta està fortament influenciada per les idees del jurista alemany Günther Jakobs, i la teoria de sistemes del sociòleg alemany Niklas Luhmann, que es coneix com a funcionalisme normatiu i sociologia de sistemes.